# قاذفة قنابل

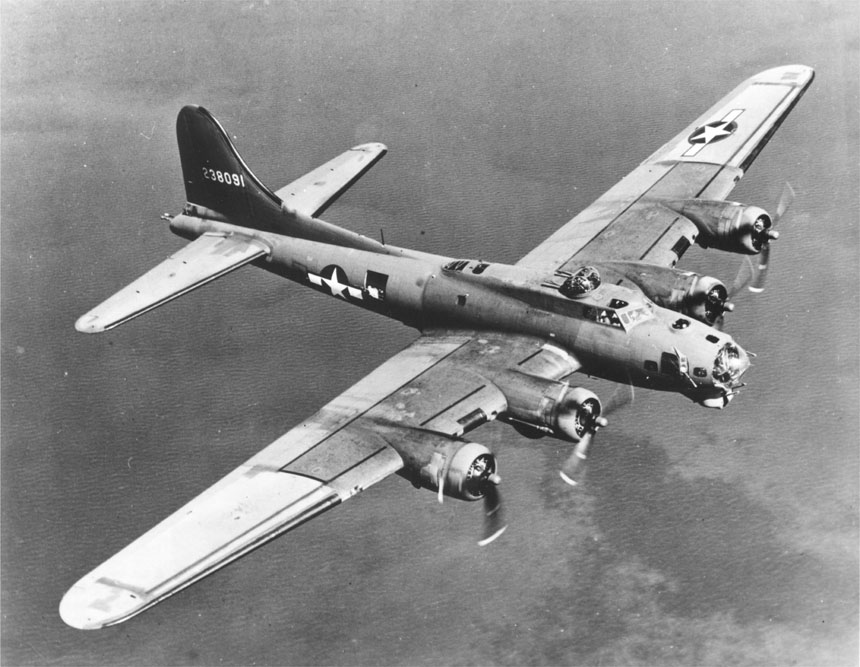
قاذفة القنابل بي 17 الأكثر شهرة في الحرب العالمية الثانية.

قاذفة القنابل هي طائرة عسكرية مصممة لإسقاط القنابل على أهداف أرضية أو بحرية أو استهداف مدن وأراضي العدو واستهداف مصانع عسكرية ومراكز اقتصادية في أراضي العدو كما يمكن أن تستخدم في التجارب النووية.

## الحروب
استخدمت في معارك عديدة
1 الحرب العالمية الأولى
2 الحرب العالمية الثانية في عام 1940 هاجمت قاذفات القنابل الألمانية بقيادة هتلر المدن البريطانية والسوفيتية
في عام 1944 و 1945 هاجمت قاذفات القنابل الأمريكية والبريطانية المدن الألمانية ودمرت المصانع واستمرت بالتدمير حتى سقوط ألمانيا في عام 1945
3 الحرب الباردة كانت هذه الحرب مهمة جدا لأن في ذلك العهد تم تطوير قاذفات الفنابل وأصبحت تحمل قنابل نووية والقنابل الهيدروجينية مثل طائرة بي-52 ستراتوفورتريس ودخلت قاذفات القنابل حرب فيتنام.
4 حرب الخليج الثانية في هذه الحرب استخدمت قاذفات قنابل محملة بالأسلحة الموجهة بالليزر لقصف أهداف عراقية.

## تقسيم قاذفات القنابل
تقسم قاذفات القنابل إلى أربعة أنواع وهي:
- قاذفة قنابل إستراتيجية وهي في الأساس مصممة للقيام بالغارات بعيدة المدى على أهداف إستراتيجية. أي أنها تسقط قنابلها أو صواريخها على أهداف بعيدة عن مكان القتال، ولكن تؤثر على المعركة مثل: القيادات العامة، أو الجسور العسكرية، أو المصانع الحربية.

كمثال على قاذفة القنابل الإستراتيجية: توبوليف 95، وتوبوليف 160، وبي 52 وفيكرز فالينت.
- قاذفة قنابل تكتيكية هي طائرة أصغر حجما ومصصمة لتقوم بغارات على المدى القريب. في التعريف الحديث لها هي أي طائرة ليست مصممة لتكون قاذفة قنابل إستراتيجية فستكون حكما قاذفة قنابل تكتيكية.
- مهاجمة أرضية أو «طائرة دعم قريب» هي طائرة مصممة لاستهداف أهداف تكتيكية في أرض المعركة مثل دبابات، أو جنود. كمثال عنها: سوخوي 25.
- مقاتلة قاذفة (وأيضا تسمى مقاتلة تكتيكية، مقاتلة هجومية) وهي طائرة متعددة الأدوار والتي تكون على الأقل قادرة على الاشتراك في معارك جوية أو هجوم على أهداف أرضية. العديد منها مصممة للاشتراك في عمليات المكافحة الأرضية (عملية المكافحة الأرضية: هي عملية قتل أي شيء يتحرك في أرض المعركة بعد الهجوم على الأهداف الأرضية الرئيسية). صممت المقاتلات متعددة الأدوار في الأساس لصنع طائرة تستطيع الاشتراك في جميع المهام وذلك بسبب القيود التي على ميزانية الطيران. أمثلة عنها: إف-16 فالكون، وميراج 2000 ، وإف/إيه-18 هورنت، وتورنادو.

## التاريخ

### الحرب العالمية الأولى
اشتركت قاذفات القنابل في نفس الوقت الذي اشتركت الطائرات في الحرب العالمية الأولي. وكان أول إسقاط لقنبلة محمولة جوا على يد الإيطاليين في الحرب العثمانية الإيطالية عام 1912. في 1912 اقترح الطيار البلغاري كريستو توبراكسفيتش استخدام الطائرات لإسقاط القنابل على المواقع العثمانية. فطور سيمون بيتروف الفكرة وصنع عدة نماذج أولية قادرة على حمل عدة أنواع من القنابل وزاد في تلك النماذج قدرة الطائرة على الحمل. في 16 أكتوبر 1912 تحت مراقبة كريستو تم إسقاط أول قنبلتين من طائرة على محطة قطارات عثمانية في أدرنة، وكانت الطائرة من نوع ألباتروس إف الثانية يقودها الطيار رادول ميلكوف.
بعد عدة اختبارات استقر سيمون بتروف على تصميم نهائي، حسن فيه ديناميكا الهواء الخاصة بالطائرة، والذيل على شكل (X)، وأيضا المفجر الخاص بالقنبلة.
تلك النسخة من التصميم النهائي تم استخدامها بكثرة في القوات الجوية البلغارية في حصار أدرنة. وبعدها تم بيع التصميم والقنبلة لألمانيا تحت اسم «تشاثالزا» (بالإنجليزية: Chathaldza، بالبلغارية: Чаталджа)، وصنع منهما أعداد كبيرة حتى نهاية الحرب العالمية الأولى.
كانت زنة تلك القنبلة 6 كيلو جرامات. عند الاصطدام بالأرض تنشيء حفرة بعرض يتراوح من أربع إلى خمس أمتار وعمق متر واحد.
كما استخدم الألمان المنطاد «زيبيلينز» كقاذفة قنابل حيث كان قادر على حمل عدد كافى من القنابل والعبور إلى بريطانيا لقصفها. مع تطور تصميم الطائرات ومعداتها استخدم الجانبين طائرات ضخمة بعدة محركات لقصف أهداف إستراتيجية بعيدة المدى وخاصة أثناء الليل. كان غالبية قاذفات القنابل التي تقصف الخطوط الأمامية للعدو طائرات بمحرك واحد وطاقم من طيار أو طيار ومساعده.
أول قاذفة قنابل بأربع محركات كانت الروسية سيكرسكاى ليا موروميتس والتي صنعت عام 1914 واستخدمت بنجاح في الحرب العالمية الأولى. ومع نهاية أول عام في الحرب العالمية حشدت المملكة المتحدة سرب من قاذفات القنابل الثقيلة لقصف قلب الصناعة الألمانية ولكن الهدنة جاءت قبل القصف.

### الحرب العالمية الثانية

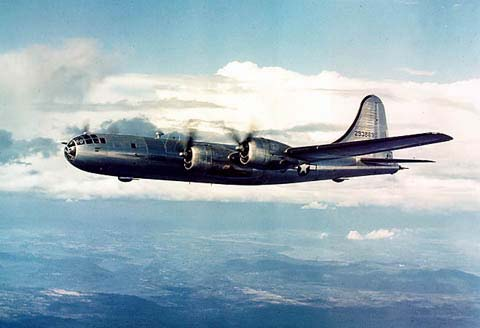
قاذفة القنابل بوينغ بي-29 سوبر فورترس الأمريكية.

كانت قاذفات القنابل قديما تعتبر نوع من الطائرات وغالبا كان ينظر إليها بأنها مختلفة بشكل كبير عن أي طائرة أخرى. كان ذلك بشكل كبير بسبب قوة محركات الطائرات؛ بمعنى أخر فلكي تحمل الطائرة حملا مناسبا ومعقولا فقد توجب وضع أكثر من محرك على أجنحة الطائرة. وكنتيجة أصبحت قاذفات القنابل أكبر بكثير من الطائرة العادية.
و لأن قوة المحرك عامل أساسي في تصميم قاذفة القنابل إلى جانب الرغبة في الدقة وغيرها من العوامل التشغيلية؛ مال المصممون لتصميم قاذفات قنابل محددة الأدوار. وكانت الأدوار قبل بداية الحرب العالمية الثانية هي:
- قاذفات غاطسة (و هي التي تغوص في الهدف حتى تتأكد من تحقيق أشد ضرر به).
- قاذفة قنابل خفيفة، متوسطة، ثقيلة.
- قاذفة طوربيد (و هي قاذفة متخصصة في قذف الطوربيدات).
- تصاميم متخصصة في الهجوم الأرضي (و تلك تصاميم لقاذفات أخف، أسرع، وأنشط ولكن لا تصل إلى المقاتلات، وفي بعض الأحيان تزود بسلاح جو-جو للدفاع عن نفسها مثل سايدويندر).

### الحرب الباردة

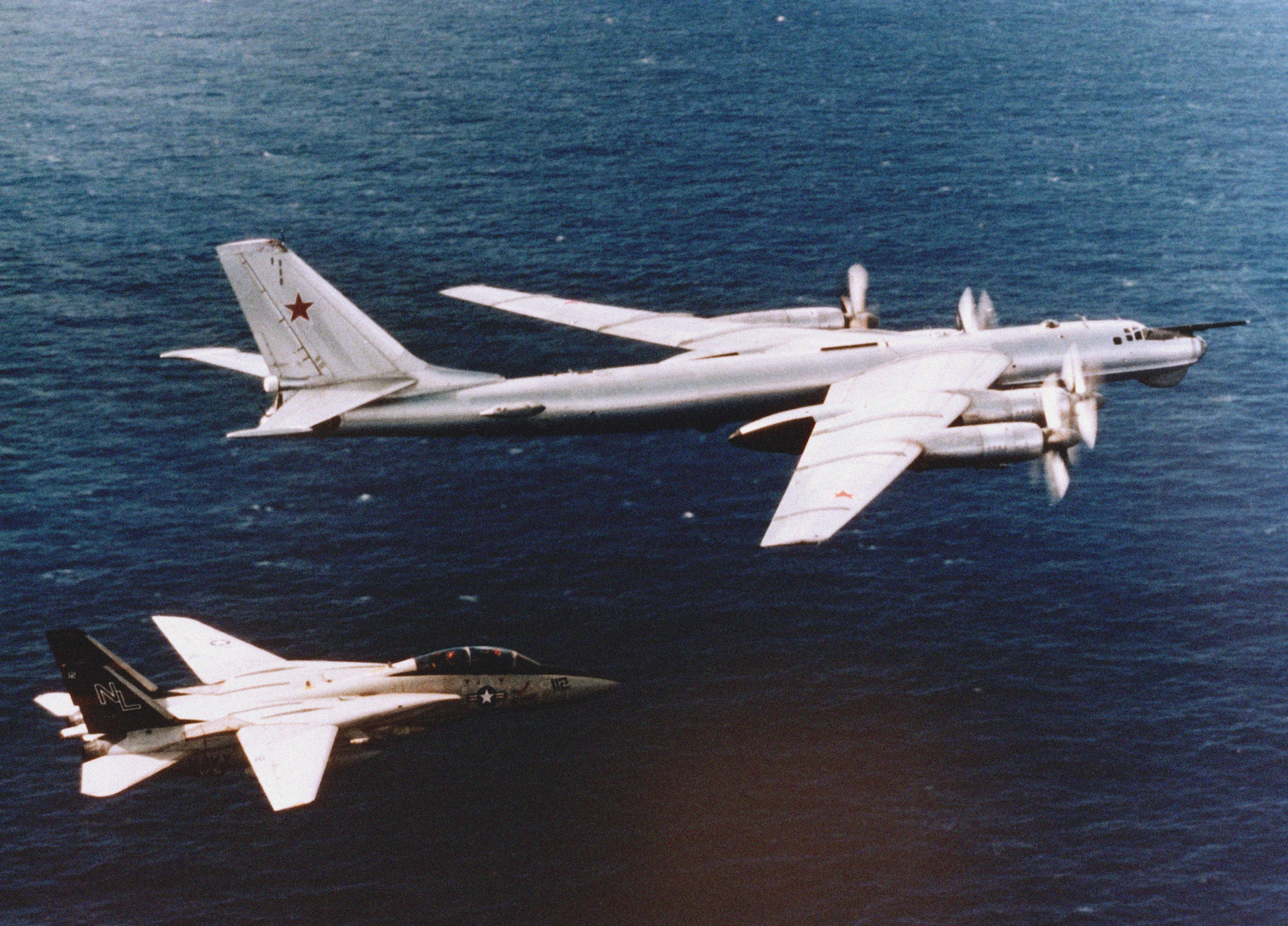
المقاتلة إف-14 الأمريكية محلقة بجوار قاذفة القنابل توبوليف 95 السوفيتية.

مع بداية الحرب الباردة كان مفهوم قاذفة القنابل هو الطائرة التي سوف تسقط سلاحها النووى على العدو، وتلعب دور الردع. ومع تطور الصواريخ فقد نشأت الصواريخ الموجهة مما غير مفهوم قاذفة القنابل حيث أصبح الطيران على ارتفاع شاهق، والسرعة العالية، وتجنب كشف رادار الأعداء هي أهم الأدوات الاستراتيجية المطلوبة لهكذا نوع من الطائرات. ويظهر ذلك جليا في بعض التصاميم مثل تصميم قاذفة القنابل «كانبيرا» الإنجليزية التي كانت قادرة على الطيران أسرع وأعلى من نظيراتها.
شكلت صواريخ أرض-جو تهديدا على تلك المحلقة على ارتفاع شاهق فتغير تكتيك الطيران فأصبح سريعا منخفضا وبذلك تمكن من تخطي جميع الدفاعات المعادية ولا يكشفه الرادار.
مع تطور الصواريخ أصبح ليس من الضرورى على قاذفات القنابل الطيران فوق الهدف لقصفه؛ بل يكفي الاقتراب منه وإطلاق الصواريخ والهروب لتفادي الدفاعات.
في أواخر الحرب الباردة عانت صناعة قاذفات القنابل من الركود بسبب الأسعار والتكاليف المتزايدة وبالإضافة إلى ذلك تطورت الصواريخ العابرة للقارات (الباليستية)، والتي إذا قورنت بالقاذفات فازت وبجدارة؛ لأنها تحقق الردع وأيضا صعبة الاعتراض. لذلك ألغت القوات الجوية الأمريكية في بدايات السيتينات برنامج صناعة القاذفة إكس بي-70 (XB-70 Valkyrie)، أما أختاها بي 2 سبيرت وبي-1 لانسر فقد دخلتا الخدمة فقط بعد جدال سياسى كبير. السعر العالي كان السبب أيضا في تصنيع عدد محدود من قاذفة القنابل الإستراتيجية بي-52 ستراتوفورتريس المصممة في الخمسينيات والتي تعمل حتى الآن.
على الجانب الشرقي من العالم، في الإتحاد السوفيتي كان الحال مشابه لما عليه في الولايات المتحدة حيث أنها استخدمت القاذفة توبوليف تو-22 متوسطة المدى في السبعينات، ولكن مشروع تصنيع قاذفة الماخ 3 توقف نتيجة الصعوبات المالية. القاذفة توبوليف تو-160 (ماخ 2) صنعت بأعداد صغيرة وصلت إلى 35 قاذفة تاركة قاذفات القنابل الثقيلة الأقدم توبوليف تو-16، وتوبوليف تو-95 المصممة في الخمسينات تعمل حتى الآن.
قاذفات القنابل البريطانية تم التخلص منها تدريجيا (الأخيرة غادرت الخدمة عام 1983). الدولة الوحيدة الأخرى التي لها قاذفات قنابل هي الصين التي لديها عدد من القاذفات من نوع توبوليف تو-16.

## العصر الحديث

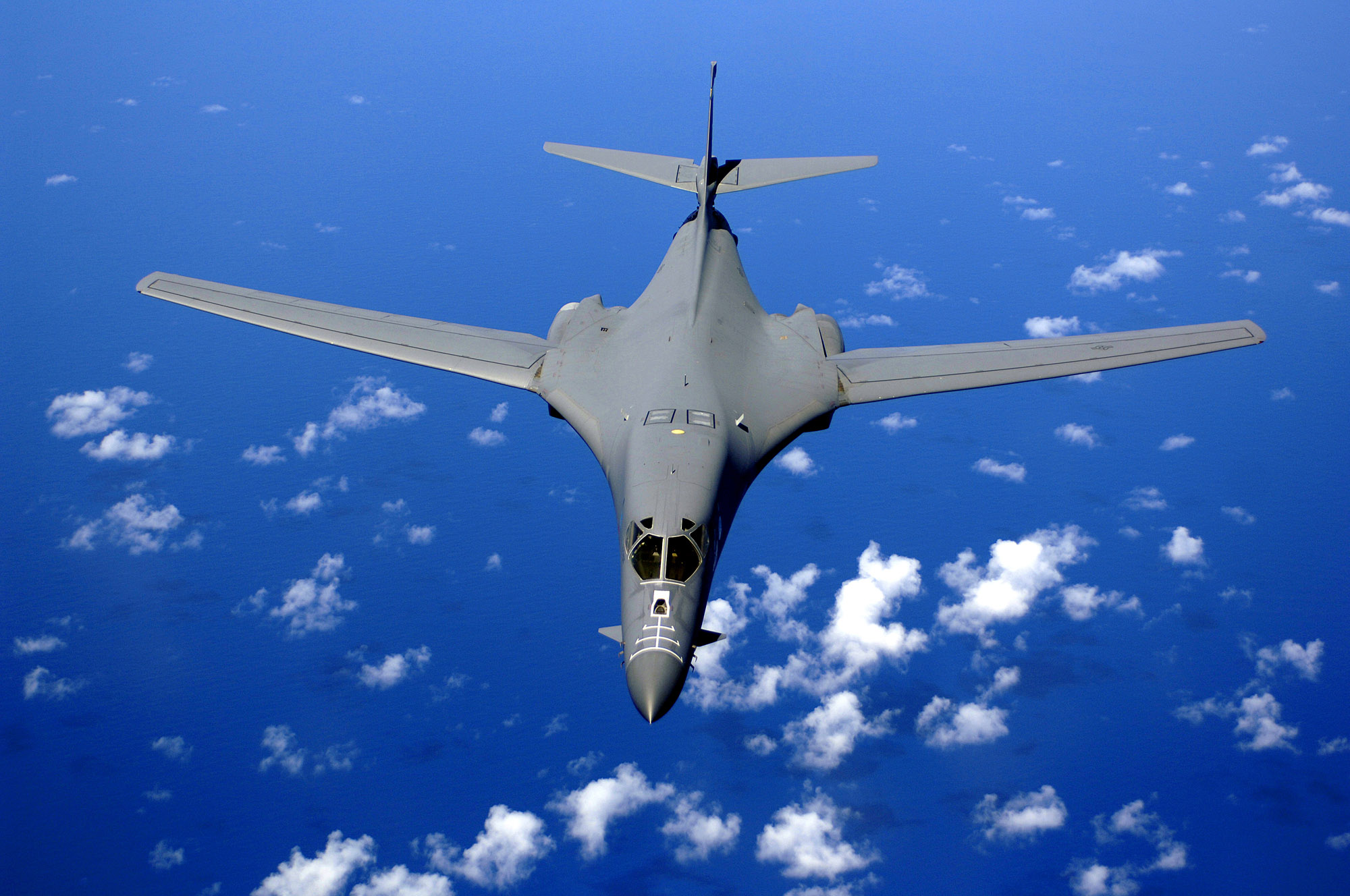
قاذفة قنابل تحلق فوق المحيط الهادئ

في عصرنا الحديث أصبح الفرق بين قاذفات القنابل، والقاذفات المقاتلة أو الطائرات الهجومية واضح. الكثير من الطائرات الهجومية - حتى تلك التي تشبه المقاتلات - مصممة لإسقاط القنابل ومع قدرة صغيرة جدا للاشتراك في المعارك الجوية. في الواقع فلكي تميز بين المقاتلة أو القاذفة المقاتلة وقاذفة القنابل فيجب عليك السؤال عن المدى؛ فقاذفات القنابل هي طائرات ذات مدى بعيد قادرة على الهجوم على أهداف في قلب أرض العدو. أما المقاتلة والقاذفة المقاتلة فإن لها مدا محدودا للقيام بهجماتها وتعتبر طائرة قريبة أو قصيرة المدى. في الواقع وحتى ذلك السؤال لا يعطيك إجابة واضحة لتستطيع التمييز بين هذين النوعين حاليا لوجود إمكانية إعادة ملء الوقود جوا والذي يزيد مدى الطائرة بشكل كبير.
خطط الولايات المتحدة وروسيا تجاه قاذفات القنابل الإستراتيجية ما زالت حتى الآن حبر على ورق؛ ذلك بسبب القيود الاقتصادية والسياسية. المرجح أنها ستبقى هكذا لوقت ليس بقريب. من المرجح لفيلق القاذفات لدى الولايات المتحدة أن يبقى كما هو في الخدمة حتى أواخر عشرينات قرننا الحالي، مع إمكانية إضافة بعض القاذفات الجديدة من نوع قاذفة 2018. سميت بذلك الاسم «قاذفة 2018» لأنه ليس لها اسم رسمي بعد، لأنه من المرجح إدخالها الخدمة في عام 2018.